# Pap Gábor (művészettörténész)
Pap Gábor (Budapest, 1939. május 7. – ) művészettörténész. Történészi munkásságával a magyarországi tudományos közösségen kívül áll, áltudományos, ezoterikus elméleteit a tudomány elutasítja.

## Családja
Székely ősökkel rendelkező családba született. Az Insurrectiora jött egyik felmenője a Székelyföldről, majd telepedett le az Alföldön.
Édesanyja Antalffy Klára, édesapja id. Pap László református lelkész. Ismert testvérei ifj. Pap László református lelkész és Pap Éva műfordító, könyvkiadó, finnugrista, a finn kultúra magyarországi, a magyar kultúra finnországi terjesztője.

## Életútja
1945 és 1953 között általános iskoláit összesen nyolc különböző helyen folytatta. Előbb Tahitótfaluban, Budapesten, Nagykőrösön, majd 1947-ben három és fél hónapot töltött harmadikosként egy svájci iskolában (Rüfenach, Rhein), végül Sárospatakon. 1953 és 1957 között végezte középiskolai tanulmányait a budapesti I. István Gimnáziumban.
Egyetemre az Eötvös Loránd Tudományegyetem Bölcsészettudományi Karának magyar–művészettörténet szakára járt 1957–1962 között.
1962–63-ban a Képzőművészeti Alapnál volt lebonyolítási előadó. Ezt követően 1963-tól 1973-ig az MTV képzőművészeti rovatvezetője, szerkesztője, riportere, forgatókönyvírója, filmrendezője, műsorvezetője és dramaturgja. 1970-ben kommunista propagandafilmet készített Lenin élni fog címmel. 1973. február 1-jétől a Művészet című folyóirat szerkesztője, majd 1974-től 1979. május 31-éig a lap főszerkesztő-helyettese. 1979–1981-ben a Magyar Posta újságkihordója, 1982 és 1984 között a Kiskunhalasi Városi-Járási Könyvtár igazgatója, majd a városi tanács művelődési osztályának munkatársa, 1984 és 1987 között külső munkatársa, 1984–85-ben a budapesti Széchenyi Művelődési Központ kiadói részlegvezetője, 1987–88-ban a gödöllői Helytörténeti Gyűjtemény igazgatóhelyettese, 1989-től a kecskeméti Nemzetközi Zománcművészeti Alkotóműhely művészettörténeti főmunkatársa volt.
1973 és 1977 között nyaranta a zebegényi Szőnyi István Szabadiskola tanára, 1974-től tanított a Kossuth Lajos Tudományegyetemen, a Debreceni Orvostudományi Egyetemen, a Kölcsey Ferenc Református Tanítóképző Főiskolán, Pécsen, Szombathelyen, Zalaegerszegen, Kaposváron, Győrben. 1984-től a BME Rózsa Ferenc Kollégiumában, a Bercsényi Klubban. 1994–95-ben a Képzőművészeti Főiskolán, 1994-től a Gödöllői Agrártudományi Egyetemen, 1995-től a Miskolci Bölcsész Egyesület meghívott előadója. 1993-tól a Csuvas Nemzeti Akadémia tagja.
A rendszerváltáskor – a különböző buddhista kisközösségek megjelenésekor – az Árja Tantra Mandala (röviden: ÁTAMA) közösség egyik tagja, a budapesti Török Pál utcai művelődési ház vezetőjeként megalapította az Őshagyomány Iskoláját, amely féléves előadássorozatokat szervezett. Itt tanított sokáig Pap Gábor, aki egyben az „iskola” folyóiratának állandó publikálója volt.
1998-tól előadott a Hintalan László és Molnár V. József által létrehozott Örökség Népfőiskolán.
Pap Gábor szoros kapcsolatot ápol az egyesek által szektaként jellemzett Mintaként Alkalmazott Gondviselés (MAG) mozgalommal. A hozzájuk kötődő ökofarmon, a Gomba melletti Magfalván több előadást is tartott.

## Nézetei és munkássága
Pap Gábor gondolatvilágának szerves részét képezi az olyan romantikus magyar eredetmítoszokba vetett hit, mint a hun–szittya–sumér rokonság elmélete. Az elsősorban homofóniára alapozott áltudományos nyelvészkedés és az asztrológia művelője, jellemző rá a Szent Korona furcsa, okkultista tisztelete. Kedveli a magyar népművészetet. Megnyilvánulásaiban e gondolatiság köszön vissza. Például magyar népmesékbe, népművészeti tárgyakba, vagy éppen Csontváry Kosztka Tivadar képeibe lát bele rejtett asztrológiai jelentéstartalmat. Vélekedése szerint a Szent Korona korábban sámánfejdísz volt, amit a keresztények eltorzítottak, továbbá a régi magyar reformátusok valójában manicheisták voltak, mivel szerinte erre utalnak egyes református templomok kazettás mennyezetein található rejtett szimbólumok. Farkas Attila Márton véleménye szerint igen sajátos "nemzeti ezotéria" képviselője.
Kutatásait a szkíta–hun–avar–magyar etnokulturális folytonosságot hirdető áltudományos elmélet művészettörténeti, vallástörténeti szempontból értéktelen vizsgálata jellemzi.
Az 1960-as években kezdett előadásokat tartani. Az 1970-es évek közepén találkozott Molnár V. Józseffel, aki akkoriban kezdte megalkotni áltudományos és ezoterikus elméleteit. Pap Gábor ösztönzésére születtek meg első terjedelmesebb publikációi (Művészet 1977/3., 1978/6.) Első előadását is ő szervezte neki a zebegényi Szőnyi István Szabadiskola táborában.
Az 1970-es évek második felétől rendszeresen járt Szamosháton lévő Gyügyére, ahol az ottani református templomban tanulmányozta a fény járását, és a fény járásába belemagyarázta saját ezoterikus elméleteit. Ekkor kezdte el vizsgálni a Kárpát-medencében egyedülálló festett kazettás templomi mennyezeteket is, melyekbe magyar ősvallási, pogány elemeket látott bele. Erről Az ég mennyezeti. Festett kazettás mennyezeteinkről című összefoglaló könyvében írt.
1982-ben Kiskunhalasra került, ahol könyvtárosként dolgozott. 1985-ben elbocsátották. Ott közreműködött a Halasi Téka előadássorozatban, majd a helyi Gózon István Művelődési Központban elindította a Csontváry Stúdiót, illetve Falvay Károllyal közösen a halasi kísérlet nevű pedagógiai programot, amely 1987-ben ért véget.
Pap Gábor egy olyan művészeti csoportosulásnak megalapozója és irányítója, melynek tagjai az 1960-as években a „művészet zsákutcáit” érző alkotók, akik keresték a kifejezés új lehetőségeit. Ez a csoportosulás hozzájárult a népművészet és a „magyar ősműveltség” talaján alapuló zománcozó művészeti ág kialakulásához. 1975-ben indult Kecskeméten a Zománcművészeti Alkotótelep, 1984-ben pedig a Nemzetközi Zománcművészeti Alkotóműhely, melynek 1989-től művészettörténész főmunkatársa.
A népmesék tanulmányozása révén jutott el a bábszínház műfajáig, mely szerinte az egyik legalkalmasabb műfaj a magyar népmesék vizuális megjelenítéséhez. A Vojtina bábegyüttes mutatta be Szépen zengő pelikánmadár című magyar népmese bábjátékra átdolgozott művét 1987-ben.
Őt kérte fel Kassai Lajos, hogy dolgozza ki a lovasíjász fokozatok jelrendszerének elméleti alapjait.
Pap Gábor a „kitalált középkorról” szóló konteó híve és hirdetője. Szerinte a kora középkor nem létezett, és minden erre a korszakra datált esemény máskor történt meg, vagy egyáltalán nem, az ekkori személyek pedig úgyszintén máskor éltek, vagy kitalált alakok. A Rubicon folyóirat 2003/5-ös száma részletesen foglalkozott az elmélettel, melyben történész, jogász, csillagász és régész szerzők cáfolták a teóriát. Fodor István régészprofesszor szintén cáfolta a „kitalált középkor” elméletét.

### A „szerves műveltség”
A „természetes társadalom” és a „szerves műveltség” mint szlogenek már az 1980-as évek közepén feltűntek a Falvay Károllyal közösen elindított „halasi kísérletben”, majd később, az 1990-es évek második felétől a keszthelyi Japán-Magyar Életfa Iskola pedagógiai programjában, ahol 1997-től tanított. Ezen kívül három főiskolán és egyetemen tanította egyidejűleg a „szerves műveltséget”. Közben pedig működött a Hintalan László és Molnár V. József által indított Örökség Népfőiskola, melynek folytatása a Magyar Hagyomány Műhelye lett.

### A Szent Koronáról alkotott áltudományos elméletei
A Szent Korona 1978-as hazaérkezése után Pap Gábor vezetésével a Nemzetközi Zománcművészeti Alkotótelepen a Korona zománcképeit vizsgálták (többek között Csathó Pál grafikusművésszel). Szvetnik Joachim és Turi Endre dokumentációi erről a Zománc 1978. évi számában jelent meg. 1979-ben a kutatásba bevonta Beöthy Mihály és Ferencz Csaba mérnököket és Ferencziné Árkos Ilona matematikust.
A mérnökcsoporttól elválva, szintén Pap Gábor kezdeményezésére aranyművesekből álló kutatócsoportot szerveztek a Szent Korona ötvösművészeti szempontú vizsgálatára. Köpeczi Béla kulturális miniszternek írtak kérelmet ez ügyben, majd 1983-ban megkapták az engedélyt a Szent Korona közvetlen vizsgálatára. Így még ebben az évben két alkalommal közelről is tanulmányozhatták a Szent Koronát. A kutatócsoport tagjai: Lantos Béla (ő feladata volt a hátsó három kép „megvizsgálása”), Poór Magdolna, Csomor Lajos, Ludvig Rezső, Kocsi Márta népi iparművész, vezetője pedig Pap Gábor. Pap áltudományos, ezoterikus vizsgálati modelleket követve látókat kért fel a korona eredeti kinézetének rekonstrukciójára, illetve radiesztétákkal ingáztatta ki a korona „energiamezőit”.
Lovag Zsuzsa a múzeum képviselőjeként vett részt a vizsgálaton és tartotta az ötvösöknek a koronát. Az ő visszaemlékezése szerint már a helyszínen nyilvánvaló volt, hogy az ötvösök határozott prekoncepciókkal érkeztek, vagyis nem a tények megismerése mozgatta őket, hanem az előzetes prekoncepciójukhoz igyekeztek torzítani a tényeket. Az ötvösök 1981 tavaszán részt vettek Pap Gábor előzetes szemináriumán, és a Pap Gábor sugallta kérdéseket „feltették” a koronának, majd állításuk szerint a korona az általuk használt ingán keresztül „megválaszolta” a kérdéseket. A valóságban feltehetőleg a saját kezükkel mozgatták az ingát. A vizsgálattal Pap áltudományos teóriáit próbálták igazolni. A kutatócsoport az „eredményeikről” részletes beszámolót adott a vizsgálatokat engedélyező Koronabizottságnak, majd azokat az alábbi fórumokon publikálták: Fizikai Szemle 1984. 1. sz., Művészet folyóirat 1984. 6. sz., Életünk 1985. 8. sz. Összefoglaló tanulmányuk a Kecskeméti Zománcművészeti Alkotótelep 1985. évi katalógusában jelent meg. Az MTA Művészettörténeti Bizottsága azonban már 1984-ben egyértelművé tette, hogy az ötvösök kutatásai módszerei és eredményei tudománytalanok.
Pap Gábor a Szent Koronáról azóta több előadássorozatot tartott, elméleteit az Angyali korona, Szent csillag. A magyar Szent Korona című művében foglalta össze. Pap Gábor nevéhez fűződik az első ún. Szent Korona szertartás megszervezése. E rituálé a szervezők szándékai szerint – király hiányában – a nemzet koronázását jelképezi.
A Szent Koronával kapcsolatos elméletei a tudománnyal, a fizika törvényeivel és a józan ésszel összeegyeztethetetlenek. Szerinte a korona úgy működik, mint egy adó-vevő készülék, a koronázás során pedig a királyt valamilyen „fizikai behatás érti”. Pap Gábor szerint a korona használata előtt, a közszemlére helyezés során „feltöltődött fénnyel”, akár egy napelem, a koronázási szertartás során a király felkenése pedig szerinte nem más, „negatív előjelű elektroenkefalográf-vizsgálat”. Szerinte a koronán lévő kereszt nem Jézus Krisztus szenvedésére utal, hanem „a beérkező égi hullámok antennájaként” működik, „a csüngők energiahullámokat vezetnek annak az agykérgébe, akinek a koronát a fejére helyezik”, a zománcképek pedig „állatövi jegyeknek és egy asztrológiai naptár elemeinek feleltethetők meg”. Ezekről úgy véli, hogy „közvetlenül hatnak a képek alatti agyi kéregterületek működésére is, fizikailag átadva a szentek által megjelenített asztrológiai programot”. Emellett szerinte a drágaköveknek „szűrő és sűrítő funkciójuk van”, az aranylemezek pedig „zárt pályát képeznek”. Az eredeti koronázási sarukról és kesztyűkről úgy véli, hogy ezek alkották a „védőöltözetet”. Pap Gábor szerint ugyanakkor a Habsburgok a koronát annak „átprogramozásával” megkísérelték tönkretenni. Szerinte „a nemzet ellenségei megpróbálták feketemágiával hatástalanítani a korona működését, azonban az még ma is lesugározza a magyarok Égi Királynőjétől, vagyis Szűz Máriától származó védőenergiákat”. Pap Gábor emellett úgy gondolja, hogy a Szent Korona nem tárgy, hanem „személy, élőlény, élő minőség”. Ez az élőlények tudományos definícióját tekintve nyilvánvaló képtelenség.
Pap Gábor szerint a Szent Koronával koronázták meg Szent Istvánt. Ezt az elméletet a tudományos kutatások cáfolják. A Szent Korona alsó, bizánci része az 1070-es évekből származik, míg a felső, latin koronapántot pedig a 12-13. században illesztették rá a koronára. Ebből következik, hogy Szent István 1000-ben vagy 1001-ben bekövetkezett koronázásakor nem a Szent Koronát használták. Pauler Gyula, a 19. század végének nagy történésze szerint a ménfői csata után III. Henrik német-római császár az addig létező koronát és a lándzsát visszaküldte Rómába, ahol az nyomtalanul eltűnt. Amellett foglalt állást, hogy a Szent Korona az 1074-ben megkoronázott I. Géza királynak a bizánci udvarból érkezett koronájával azonos, illetve ezt az eredetileg nyílt koronát később a latin koronapántokkal lezárták. Az 1896-os millenniumi ünnepségek alatt három napig a nagyközönség is láthatta a koronát. Czobor Béla ez alkalommal közelről is megvizsgálhatta, és egyértelművé vált a vizsgálat során a latin korona aranypántjainak kidolgozása miatt, hogy a latin koronarész a 13. században készült.
A Szent Koronát mai formájában azért sem használhatták Szent István megkoronázásakor, mert a koronán Dukász Mihály bizánci császár arcképe látható, aki jóval Szent István megkoronázása után, 1059-ben született és 1071-től uralkodott. Azonban a Szent Koronáról szóló, Pap Gábor által vallott konteó szerint a koronát a Habsburgok „meghamisították”, ami szerinte azért nagy probléma, mert „az ép korona egy asztrális programot futtató rádió”, ami „Szűz Máriától származó védőenergiákat sugároz a nemzet felé”. Pap Gábor szerint Dukász Mihály arcképe eredetileg nem szerepelt a Szent Koronán, annak helyén állítása szerint eredetileg Szűz Mária képe volt, amit a Habsburgok az 1780-as években lecseréltek Dukász Mihályéra. Ennek oka Pap Gábor szerint az, hogy II. József magyar király és az orosz cár titkos szövetséget kötött egy új bizánci birodalom megalapítására – azt viszont nem fejtette ki, hogy ettől az állítólagos képcserétől mégis miért jött volna létre egy új bizánci birodalom. A képcserét Révay Péter néhai koronaőrre hivatkozva próbálja igazolni, azonban éppen Révay Péternek a De monarchia et Sacra Corona regni Hungariae centuriae septem című, 1659-ben megjelent írása cáfolja ezt a teóriát; az írásból ugyanis kiderül, hogy már ekkor is szerepelt a Szent Koronán a Dukász Mihály arcát ábrázoló zománckép.
Elmélete szerint a Szent Korona mindig is egységes szerkezetű volt, a latin koronarész szerinte kezdetektől rajta van a koronán. Elméletét a Lovag Zsuzsa, Kovács Éva, Péri József és Papp László ötvösművészek részvételével létrejött Korona Bizottság kutatásai cáfolják. A Szent Korona ötvösszakmai vizsgálata jelentős eredményeket hozott, amelyeket 1994-ben publikáltak. A szakértők egyértelműen megállapították, hogy a korona nem egységes tervezés alapján készült és nincs egységes szerkezete, az ékítmények stílusa sem egységes. A korona két, markánsan elkülönülő részből áll. A szembetűnően kezdetleges szegecselés, a felesleges furatok, a latin korona csonka pántjai, a latin Pantokrátor utólagos átfúrása mind cáfolják az egységes tervezésről szóló fantazmagóriát.

## A katolikus egyház álláspontja Pap Gábor tevékenységével kapcsolatban
A Magyar Katolikus Püspöki Konferencia, a magyar katolikus egyház nevében, a 2009. szeptember 20-án kelt körlevelében elítélt egyes, újpogánynak és ősmagyar szinkretizmusnak minősülő, keresztényellenes és történelemhamisító nézeteket: „Azt tapasztaljuk, hogy ismét erőre kapott egyfajta pogányság. Ahogyan Szent István halála után, úgy most is támadja a kereszténységet. [...] a különböző vallási elemeket keverő ún. »ősmagyar szinkretizmus« [...] kereszténynek tűnő vallási nyelvezetet használ és könnyen megtévesztheti még a vallásukat gyakorló hívőket is. Ezek közé tartoznak a Jézusról és Szűz Máriáról szóló tudománytalan állítások. Ilyenek pl. a »Jézus, pártus herceg«-elmélet, vagy a táltosok, a sámánok és a pogány ősmagyar vallás egyéb valós vagy vélt elemeinek újraélesztése. Olykor még a legnemesebb hagyományőrző mozgalmakat is felhasználják arra, hogy a pogányságot népszerűsítsék.” A körlevél megjelenését követően a katolikus klérus több tagja név szerint említette meg Pap Gábort, mint ilyen, a katolikus felfogás szerint keresztényellenes és történelemhamisító nézetek képviselőjét. Nem sokkal ezután Ablonczy Bálint a témával foglalkozó cikkében szintén megemlítette Pap Gábort, mint keresztényellenes, pogány hiedelmek propagálóját.
2023 augusztusában Dóka Ferenc őriszentpéteri plébános kijelentette, hogy Pap Gábor A bölcsesség házat épít magának című könyvében, amit a veleméri Szentháromság-templomról írt, azt állítja, hogy a zsidó és keresztény egyházak – köztük a katolikus –, meghamisított Szentírást hirdetnek. Dóka Ferenc szerint Pap Gábor állítása nem a kereszténységnek, hanem a manicheizmusnak felel meg, amit a katolikus egyház egyértelműen elítél. Ezért Dóka Ferenc úgy döntött, hogy a plébániájához tartozó veleméri templomban Pap Gábor a továbbiakban nem tarthat előadást, mivel kötelességének tartja, hogy a katolikus tanításokkal ellentétes nézeteket a templomban és a hozzá tartozó egyházi tulajdonú területen ne propagálhassanak.
2023 szeptemberében a karizmatikus.hu katolikus portálon megjelent cikkben súlyos kritikával illették Pap Gábor keresztényellenes, neopogány tevékenységét. Az írásban Pap Gáborról kijelentik, hogy nem egy tudós, aki a valóságot kívánja leírni, hanem a pogányság ideológusa, aki a pogányságnak akar híveket toborozni. Írásaiban a kereszténységet pusztán a pogányság egyik megnyilatkozási formájának, alesetének igyekszik beállítani. A cikkben egyértelművé teszik: aki a kereszténységet a pogánysággal és a bálványimádással akár csak kibékíthetőnek tartja – hát még ha a kereszténységet a pogányság alesetének tekinti – hittagadást követ el. Ez a katolikus egyház szemében halálos bűn. Aki Pap Gábort és a körébe tartozókat bármilyen módon támogatja, vagy akármilyen módon bekapcsolódik a tevékenységükbe, – akár elméletgyártóként, akár követőként – az szerintük a gonosz működését támogatja.

## Elismerései
- Fitz József-díj 1993 – a könyvtárosok által legjobbnak ítélt könyvért (A Napút festője)
- a Kassai Lajos által alapított lovasíjász-öv bronzfokozata 1996
- Magyar Örökség díj 1997[43]
- Magyar Művészeti Akadémia, Életműdíj 2016[44]

## Művei
A Szent Koronáról írt művei:
- „Angyali korona, szent csillag”. Jászsági Művésztelep-Tőtevény, 1996, 2013 (újradolgozott) és 2017 (fakszimile kiadás), Két Hollós kiadó, 2013
- Fejezetek a Szent Korona és a koronakutatás történetéből. Debrecen, 2004

A magyar irodalom gyöngyszemei csillagmítoszi foglalatban-sorozat:
- Az ember tragédiája a nagy és kis Nap-évben, (Szabó Gyulával), első kiadás, 1999
- Bánk Bán a világdráma színpadán. Két Hollós kiadó, 2011
- Lúdas Matyi avagy a magyar nemes megigazulása. Két Hollós kiadó, 2011
- János vitéz és a Nagy Titok. Két Hollós kiadó, 2011
- Tündérszép Ilona vár. Barangolás a Napúton Árgyélus királyfival és Csongor úrfival. Két Hollós kiadó, 2014
- Ember küzdj és bízva bízzál, Az ember tragédiája a nagy és kis Nap-évben, (Szabó Gyula társszerzővel), második kiadás, Két Hollós kiadó, 2017

Attiláról:
- Jött éve csodáknak. A magyar csillagmítoszi hagyomány élő Atillája. Szabad Tér Kiadó, 1993
- Nézz egy kicsit a fejembe. A hagyományörökítés útjai a szkítautód népeknél. Főnix Könyvműhely, 2003
- Az Atilla-kincs vallomása. Szemelvények a nagyszentmiklósi aranyedények képírásba foglalt üzeneteiből. Hatodik Elem Kiadó, 2010
- Atilla ébresztése. Két Hollós kiadó, 2010

Magyar népmesékről:
- Csodakút. Népmese, beavatás, álomfejtés, napút, mélylélektan, ezotéria. Pontifex Kiadó, 1994 (szerkesztő)
- János vitéz és a Tarot. (Lőrincz Ibolyával), Örökség Könyvműhely, 1998
- A fehér ló és a fekete bárány fiai. Kis és dekanátusi rend a magyar népmesék egy csoportjában. Főnix Könyvműhely, 1998
- Nefelejts. Örökség Könyvműhely, 2000
- Dunaisten keresztfia. (Makoldi Sándorral), Főnix Könyvműhely, 2002
- Emberséget járunk tanulni. Mesék tanulságokkal. Két Hollós kiadó, 2009

Egyéb, a magyar „szerves műveltség” témakörében írt művei:
- Nagy István. Corvina Könyvkiadó, Budapest, 1965
- Nagy István–Nagy Balogh–Tornyai. Képzőművészeti Alap Kiadóvállalata, Az én múzeumom sorozatban, 1965
- Csak tiszta forrásból. Adalékok Bartók Cantata profanájának értelmezéséhez. Mandátum, 1990
- A Napút festője, Csontváry Kosztka Tivadar. Pódium Műhely Egyesület, 1992/ Uropath Kiadó, 2011
- Jó pásztorok hagyatéka. Magyar népművészet. Pódium Műhely Egyesület-Magányos Kiadó, 1993/ Két Hollós kiadó, 2006. Uropath Kiadó, 2011
- A képíró bölcs, Tóth Menyhért. [Turai G. Kamillal], Sztélé, 1995
- Asztrálmítoszi keretek – mai sorsok. Főnix Könyvek, 1999
- A Táltos és a Szűz-Bobály Attila szobrászművészről. Főnix Könyvműhely, 2003
- A fénytől élünk s a fény vagyunk... Turi Endre. Kecskemét, 2006
- "A bölcsesség házat épít magának". (Kovács Józseffel), Két Hollós kiadó, 2008
- Fényre éledő üdvtörténet. Ünnepváró elmélkedés középkori finnországi templomokban. Polar Könyvek, 2009
- Nem múló szent összhang – Tóth Menyhértről magunk közt. Két Hollós kiadó, 2010
- Manitól Rasdiig – a fő-fő eretnek elő- és utóéletéről. 2013
- "A bölcsesség házat épít magának". Két Hollós kiadó, 2013
- Üdvtörténet – magyarul. Két Hollós kiadó, 2015
- A mindenség képe egy aranykancsón. Két Hollós kiadó, 2016
- Az ég mennyezeti. Uropath kiadó, 2012. Két Hollós kiadó, 2016
- Munkácsy és a Napút. Világdráma az életkép színpadán. Két Hollós kiadó, 2016

Tanulmánykötet-trilógiája:
- Hazatalálás. (I. Tanulmánykötet) Püski Kiadó, 1996
- Mag hó alatt-Télutón. (II. Tanulmánykötet) Püski Kiadó, 2003
- Az igazat mondd! Művelődéstörténeti írások. (III. Tanulmánykötet) Két Hollós kiadó, 2015

Színpadi művei:
- Száll az Isten házadra. Magyar Művelődési Intézet, 1987 és Főnix Könyvműhely, 2007
- Csillag esik, föld reng... Atilla-színművek. 2002
- Sors, nyiss nekem tért... Misztériumdráma 1848-49 emlékére. Főnix Könyvek, 1998, 2004
- Hazatalálás. Hatodik Elem Kiadó, 2007

Egyéb:
- A Pilis-szindróma. Országépítő, 1990/2.[45]
- Hunor-Magyar nyomában (társasjáték, Hintalan Lászlóval közösen), 2008